# Channel 103
Channel 103 är en reklamradio-station på ön Jersey, som sänder på frekvensen 103,7 MHz. Stationen startade 1992, och är öns enda kommersiella radiostation.